# Petit Tardivole
Emberizoides ypiranganus
Espèce
Statut de conservation UICN

 LC  : Préoccupation mineure
Le Petit Tardivole (Emberizoides ypiranganus) est une espèce de passereaux appartenant à la famille des Thraupidae.